# Catholicon

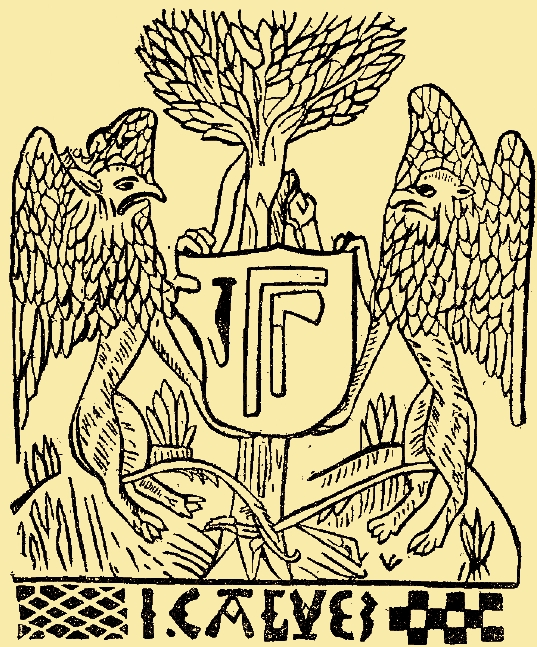
Marca de l'impressor Jehan Calvez, figurant a la versió incunable del Catholicon bretó el 1499.

El Catholicon (del grec Καθολικόν, universal) és el primer diccionari trilingüe editat en bretó, francès i llatí. Alhora és també el primer diccionari del bretó i el primer diccionari del francès. Les seves 6.000 entrades foren escrites el 1464 per Jehan Lagadeuc i impreses per Jehan Calvez el 5 de novembre de 1499 a Tréguier per iniciativa de mossèn Auffret Quoatqueveran, canonge de Tréguier.
El llibre fou acabat el 16 d'agost de 1464. Aquest diccionari ha estat nomenat Catholicon per analogia amb el Catholicon redactat pel dominic Giovanni Balbi de Gènova, difós a partir de 1282 i que va inspirar Jehan Lagadeuc, adoptant-ne també el títol. El seu objectiu és promoure l'aprenentatge de llatí per a futurs clergues que anaven a la universitat. Les entrades estan en bretó perquè "el dels bretons en llur gran nombre, són molt deficients en francès", segons assenyala en el pròleg.
Se'n conserva un manuscrit en el fons llatí de la Biblioteca Nacional de França sota el símbol Latin 7656. És compost per 131 fulls escrits per ambdós costats. Falta la tercera part dels fulls originals. Aquesta és una còpia de l'original.

## Edicions
1. 1499 (5 de novembre) - Jehan Calvez, impressor de Tréguier, imprimeix per primer cop el Catholicon bretó. Aquest Catholicon és un incunable, terme reservat a les obres impreses abans de 1500.[2]
2. Començament del segle xvi, Jehan Corre, sacerdot de diòcesi de Tréguier, fa imprimir la 2a edició del Catholicon bretó després de fer algunes modificacions.
3. 1521 (31 de gener) - Yvon Quillévéré, llibreter i editor a París, imprimeix una nova versió del Catholicon bretó. Originari de Bro Leon, fa un elogi de la Bretanya a la seva edició del Catholicon.[3]
4. 1867 - René-François Le Men, arxiver de Finisterre, fa una edició abreujada del Catholicon bretó a partir de l'original en poder de la vila de Quimper (edició Jehan Calvez 1499) per la promoció del bretó i per donar-lo a conèixer al Congrés Cèltic internacional celebrat a Saint-Brieuc l'octubre de 1867.
5. 1975 - Christian-Joseph Guyonvarc'h, Professor honorari de cèltic a la Universitat de Rennes II, fa imprimir un facsímil del Catholicon bretó a partir de l'original en mans de la vila de Rennes (edició Jehan Calvez 1499). L'obra de Christian-Joseph Guyonvarc'h ha estat reimpresa el 2005 per éditions Armeline.
6. 1977 (5 de desembre) - Jean Feutren, rector de Roscoff, realitzà la transliteració del Catholicon. També va reproduir el facsímil de l'original en mans de la vila de Quimper (edició Jehan Calvez 1499).
7. 2001 (15 de setembre) - Gwennole Le Menn reescriu el Catholicon a partir de diferents versions. La version que fa imprimier és una fracció del seu treball voluminós.